# Volka (vattendrag i Vitryssland, Minsks voblast, lat 52,82, long 27,06)
Volka (vitryska: Волка) är ett vattendrag i Belarus.   Det ligger i voblasten Minsks voblast, i den centrala delen av landet, 120 km söder om huvudstaden Minsk. Volka ligger vid sjön Krasnaslabodskaje Vadaschovіsjtja.
Trakten runt Volka består till största delen av jordbruksmark. Runt Volka är det ganska tätbefolkat, med 58 invånare per kvadratkilometer.